# Centrale Bank van Samoa
De Centrale Bank van Samoa (Samoaans: Faletupe Tototonu o Samoa) is de centrale bank van Samoa, gelegen in de hoofdstad Apia naast de belangrijkste regeringsgebouwen. De bank gebruikt de Samoaanse munt, de Samoaanse tala als regelgeving en het beheer van de wisselkoers met buitenlandse valuta. In haar rol als de centrale bank voor de overheid en het land, is ze ook verantwoordelijk voor de registratie en het toezicht op commerciële banken.
Juridisch gezien is de bank een mandaat op grond van de Central Bank of Samoa Act 1984, de Financial Institutions Act 1996 en de Money Laundering Prevention Act 2000.
De bank houdt zich bezig met het ontwikkelen van beleid om de financiële inclusie te bevorderen en is lid van de Alliance for Financial Inclusion.
De officiële naam in de Samoaanse taal, Faletupe Tototonu o Samoa, betekent 'Huis van Geld in Samoa'.
Het hoofdkantoor van de bank is gelegen in de hoofdstad Apia, dicht bij de overheidsgebouwen en bij de historische klokkentoren.